# Albuquerque Thunderbirds 2007-2008
La stagione 2007-08 degli Albuquerque Thunderbirds fu la 7ª nella NBA D-League per la franchigia.
Gli Albuquerque Thunderbirds arrivarono quarti nella Southwest Division con un record di 22-28, non qualificandosi per i play-off.

## Roster
| N° | Naz.                   | Ruolo | Sportivo          | Anno | Alt. | Peso |
| -- | ---------------------- | ----- | ----------------- | ---- | ---- | ---- |
|    | Stati Uniti (bandiera) | A     | Alando Tucker     | 1984 | 198  | 93   |
|    | Stati Uniti (bandiera) | G     | D.J. Strawberry   | 1985 | 196  | 91   |
|    | Stati Uniti (bandiera) | G     | Dwight Brewington | 1984 | 196  | 86   |
| 7  | Stati Uniti (bandiera) | A     | Josh Gross        | 1983 | 198  | 84   |
| 10 | Stati Uniti (bandiera) | G     | Will Conroy       | 1982 | 188  | 88   |
| 11 | Stati Uniti (bandiera) | A     | Darvin Ham        | 1973 | 201  | 100  |
| 14 | Stati Uniti (bandiera) | G     | Elijah Ingram     | 1984 | 185  | 77   |
| 15 | Stati Uniti (bandiera) | A     | Jamaal Thomas     | 1980 | 203  | 86   |
| 17 | Porto Rico (bandiera)  | G     | Miguel Berdiel    | 1983 | 196  | 91   |
| 17 | Stati Uniti (bandiera) | G     | Julius Hodge      | 1983 | 201  | 95   |
| 18 | Stati Uniti (bandiera) | G     | Cheyne Gadson     | 1980 | 191  | 86   |
| 18 | Stati Uniti (bandiera) | G     | Daniel Horton     | 1984 | 191  | 86   |
| 19 | Stati Uniti (bandiera) | G     | MaJic Dorsey      | 1981 | 185  | 84   |
| 22 | Stati Uniti (bandiera) | A     | Ramon Dyer        | 1984 | 201  | 91   |
| 23 | Camerun (bandiera)     | A     | Serge Angounou    | 1983 | 203  | 107  |
| 24 | Stati Uniti (bandiera) | G     | Abdul Mills       | 1979 | 191  | 88   |
| 32 | Nigeria (bandiera)     | A     | Ejike Ugboaja     | 1985 | 206  | 102  |
| 33 | Stati Uniti (bandiera) | AC    | Cory Underwood    | 1980 | 208  | 107  |
| 34 | Stati Uniti (bandiera) | C     | James Smith       | 1983 | 213  | 113  |
| 44 | Stati Uniti (bandiera) | AC    | Kevin Pittsnogle  | 1984 | 208  | 117  |

## Staff tecnico
- Allenatore: Jeff Ruland
- Vice-allenatori: John Coffino, Sam Worthen
- Preparatore atletico: Mark Shires
- Preparatore fisico: Jeremy Golden